# تلة الخياط
تلة الخياط هي منطقه سكنية تعد واحدة من أعلى مناطق العاصمة اللبنانية بيروت· هي المنطقة الواقعة في المربع المشكل من شارع بشير القصار، منطقة اليونيسكو، شارع مار الياس، وشارع فردان تتبع عقارياً للمصيطبة. تتميز بجغرافية بيروتية تختلف عن بقية جاراتها بسبب إرتفاعها· وكان من أبرز من أقام في المنطقة العلامة الشيخ محيي الدين الخياط الذي كان عالماً في مجالات الفكر والفقه والدين والسياسة، باعتباره كان عضواً في جمعية بيروت الإصلاحية عام 1913». من وقتها أصبحت المنطقة تعرف باسم تلة الخياط. أبرز معلمين تاريخيين هما مقهى أبي النور الكوسا ومدفع رمضان الذي كان يطلق عند الغروب خلال شهر رمضان ليعلن الإفطار لصائمي المناطق المجاورة كلها.

## وصلات خارجية
Tallet el Khayyat on Wikimapia